# Asopo
Asopo (in greco antico: Ἀσωπός?, Asopós; in latino Asōpus; in italiano si pronuncia Asòpo) è il nome di alcuni fiumi dell'antica Grecia, il più celebre dei quali si trovava nella Beozia meridionale.

## Fiumi

### Asopo Beotico
L'Asopo era il maggior fiume della Beozia meridionale. Nasceva dal monte Citerone, a est di Leuttra, segnava il confine tra il territorio di Tebe e quello di Platea e, dopo aver lasciato alla sua sinistra Tanagra, entrava in territorio attico e sfociava nell'Euripe a nord-ovest di Oropo.

### Asopo Sicionio
Un altro fiume di nome Asopo si trova nel Peloponneso. Nasceva nel territorio di Fliunte, lasciava a sinistra il territorio di Sicione e sboccava nel Golfo di Corinto, nei pressi di Sicione. Pausania riferisce che sia gli abitanti di Filunte che quelli di Sicione fossero convinti che l'Asopo, il cui decorso era alquanto tortuoso, non fosse altro che il Meandro, il famoso fiume dell'Anatolia che, nei pressi di Mileto, non si sarebbe versato tutto nell'mar Egeo ma sarebbe entrato nel sottosuolo per carsismo e, dopo un corso sotterraneo di migliaia di stadi, sarebbe uscito di nuovo allo scoperto in Grecia.

### Asopo Tracico
Asopo era il nome di un piccolo e tortuoso fiume che, dopo aver ricevuto il fiume Fenice nei pressi delle Termopili, si gettava in mare ad Antela, nei pressi del tempio a Demetra Anfizionide

### Asopo Laodiceo
Asopo era anche il nome attribuito a un piccolo e tortuoso fiume della Frigia in prossimità di Laodicea al Lico di cui delimitava il territorio al pari dei fiumi Lico e Capro. Il Capro e l'Asopo si versavano nel Lico il quale, a sua volta, era un emissario del Meandro.

### Asopo Malico
Questo Asopo è un fiume che nasce dal monte Oeta in Tessaglia, nei pressi dell'antica città tessala di Trachi, e sfocia nel golfo Maliaco. Delimitava a Sud la Ftia.

## Mitologia
I vari fiumi Asopo venivano spesso confusi l'uno con l'altro, soprattutto i primi due (il Beotico e il Sicionio). Si favoleggiava perciò di un dio Asopo figlio di Oceano e Teti, marito di Metope da cui avrebbe avuto numerosi figli e figlie i cui nomi corrispondevano a località delle località attraversate dai diversi fiumi Asopo.